# 和方医学
和方医学（わほういがく）とは、日本において独自に発展してきた医学のこと。漢方医学に対して言う。 皇国医方（こうこくいほう）とも呼ばれる。

## 概要
平安時代初期の大同3年（808年）、中国医学の流入で崩壊の危機に瀕していた日本固有の医方を保護するために平城天皇の命を受けた安倍真直・出雲広貞らによって『大同類聚方』が編纂される。これが江戸時代に和方の聖典として尊重されたが、江戸時代当時に存在した同書は偽書であったことが明らかとされている。
江戸時代中期の国学の台頭とともにその重要性が唱えられた。実証的な蘭方医学（西洋医学）や理論的な中国医学などの外来の医学を批判して、古来から伝わる民間療法などを再評価して日本の風土にあった医学の探求が行われた。
黒川道祐は日本の医学史を研究して『本朝医考』を著し、次いで森養竹（立之）が各地に残された医方を集めて『採用国伝方』を、三宅意安が『延寿和方彙函』を著した。その他にも古方派の漢方医である香川修徳や吉益東洞なども民間療法の研究を行ったが、江戸時代後期になるとこうした漢方医の研究を批判して、独立した医学を確立しようとする動きが現れた。尊王論の高まりに支えられる形で、文化4年（1807年）に『神霊奇霊伝』を著した太田見竜、嘉永4年（1851年）に『医法正伝』を著した花野井有年が一家を立てて活躍した。また、他の代表的な医師として、森川宗円・松川鶴麿・佐藤方定などがいる。
だが、次第に尊王論に基づいた西洋医学・漢方医学排斥論に傾くようになり、実用性から遊離するようになる。そのため、明治以後は西洋医学の隆盛の前に衰退していくことになった。